# Peperomia pseudoumbilicata
Peperomia pseudoumbilicata är en pepparväxtart som beskrevs av Truman George Yuncker. Peperomia pseudoumbilicata ingår i släktet peperomior, och familjen pepparväxter. Inga underarter finns listade i Catalogue of Life.